# Lussan (Gers)
Lussan (gaskognisch Luçan) ist eine französische Gemeinde mit 226 Einwohnern (Stand 1. Januar 2022) im Département Gers in der Region Okzitanien; sie gehört zum Arrondissement Auch und zum Gemeindeverband Coteaux Arrats Gimone. Die Bewohner nennen sich Lussanais/Lussanaises.

## Geografie
Lussan liegt rund zwölf Kilometer ostsüdöstlich der Stadt Auch im Osten des Départements Gers. Die Gemeinde besteht aus dem Dorf Lussan sowie zahlreichen Einzelgehöften. Der Arrats bildet teilweise die östliche Gemeindegrenze. Verkehrstechnisch liegt die Gemeinde an der D149 rund einen Kilometer südlich der N124. Die N21 führt nur wenige Kilometer westlich vorbei.

## Geschichte
Im Mittelalter lag der Ort in der Grafschaft Haut-Armagnac, die ein Teil der Provinz Gascogne war. Die Gemeinde gehörte von 1793 bis 1801 zum District Auch, zudem lag Lussan von 1793 bis 2015 im Wahlkreis (Kanton) Gimont. Die Gemeinde ist seit 1801 dem Arrondissement Auch zugeteilt.

## Bevölkerungsentwicklung
| Jahr                       | 1962 | 1968 | 1975 | 1982 | 1990 | 1999 | 2006 | 2014 | 2020 |
| Einwohner                  | 212  | 211  | 171  | 185  | 211  | 192  | 221  | 219  | 236  |
| Quellen: Cassini und INSEE |      |      |      |      |      |      |      |      |      |

## Sehenswürdigkeiten
- Schloss Lussan
- Kirche Saint-Barthélemy
- Kirche Paillan aus dem 18. Jahrhundert, Monument historique seit 1979[1]
- Taubenschlag in Paillan aus dem Jahr 1815, Monument historique seit 1973[2]
- Denkmal für die Gefallenen[3]
- mehrere Wegkreuze und eine Madonnenstatue

Quelle:

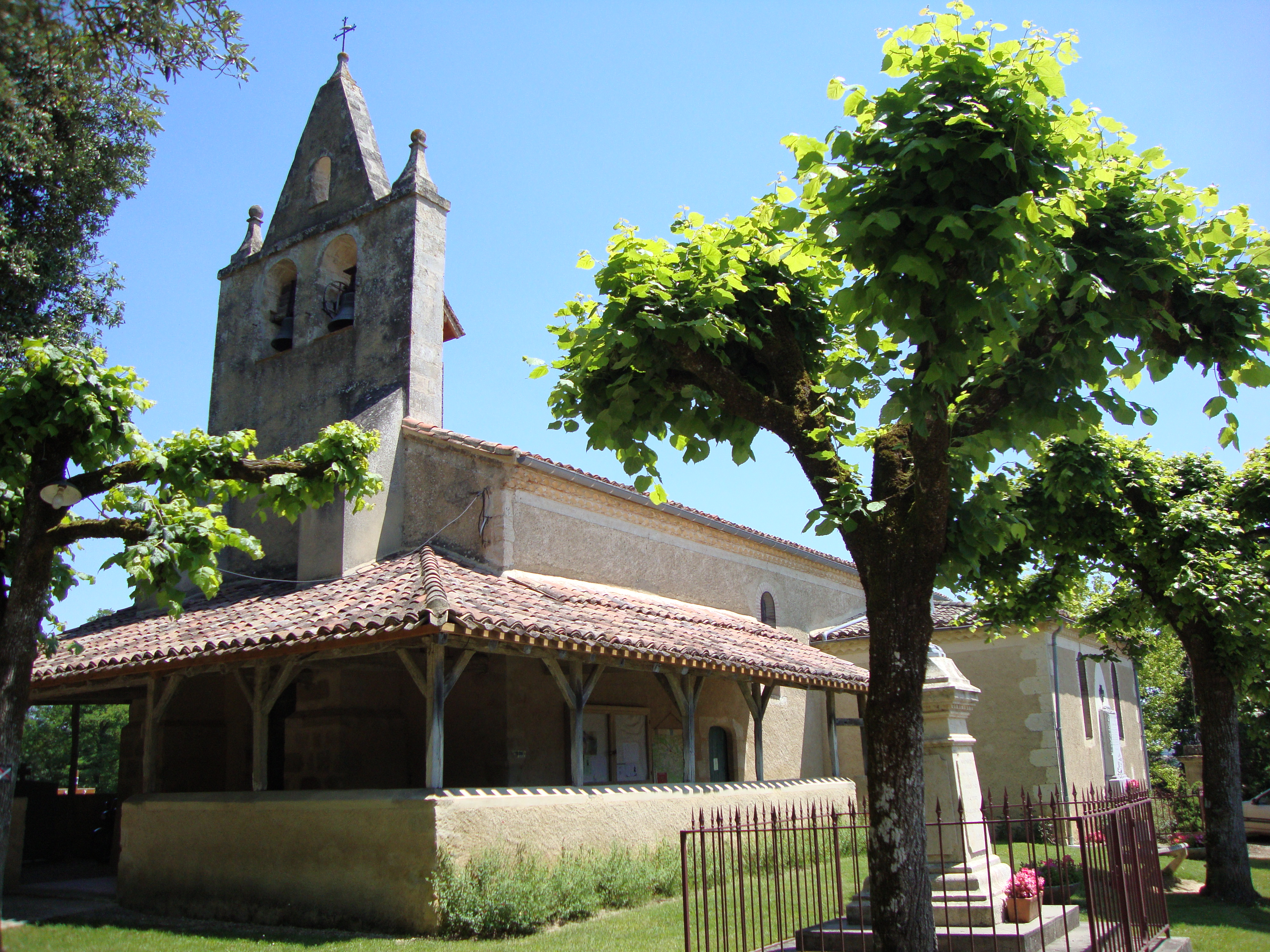
Kirche Saint-Barthélemy
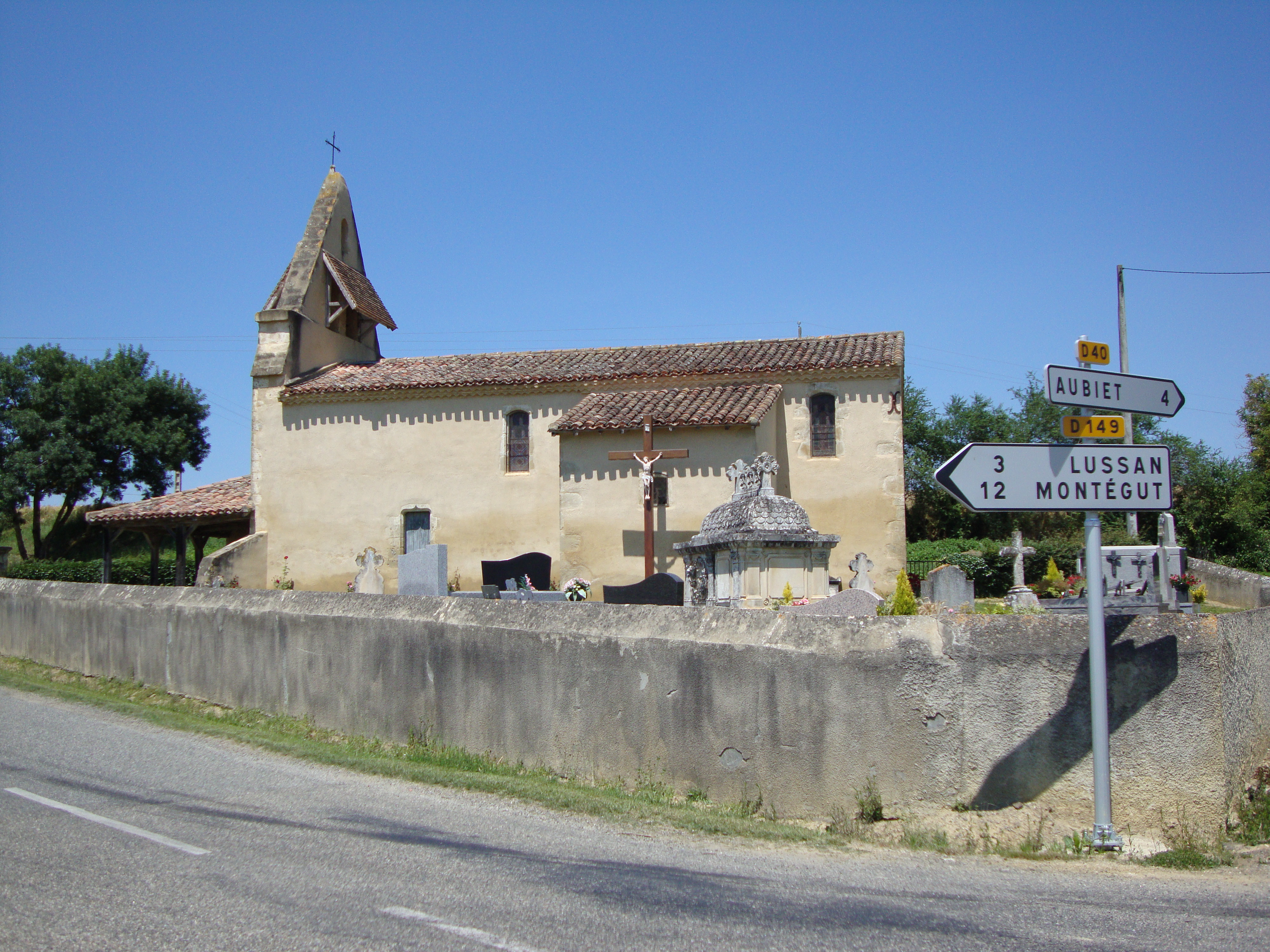
Kirche Paillan
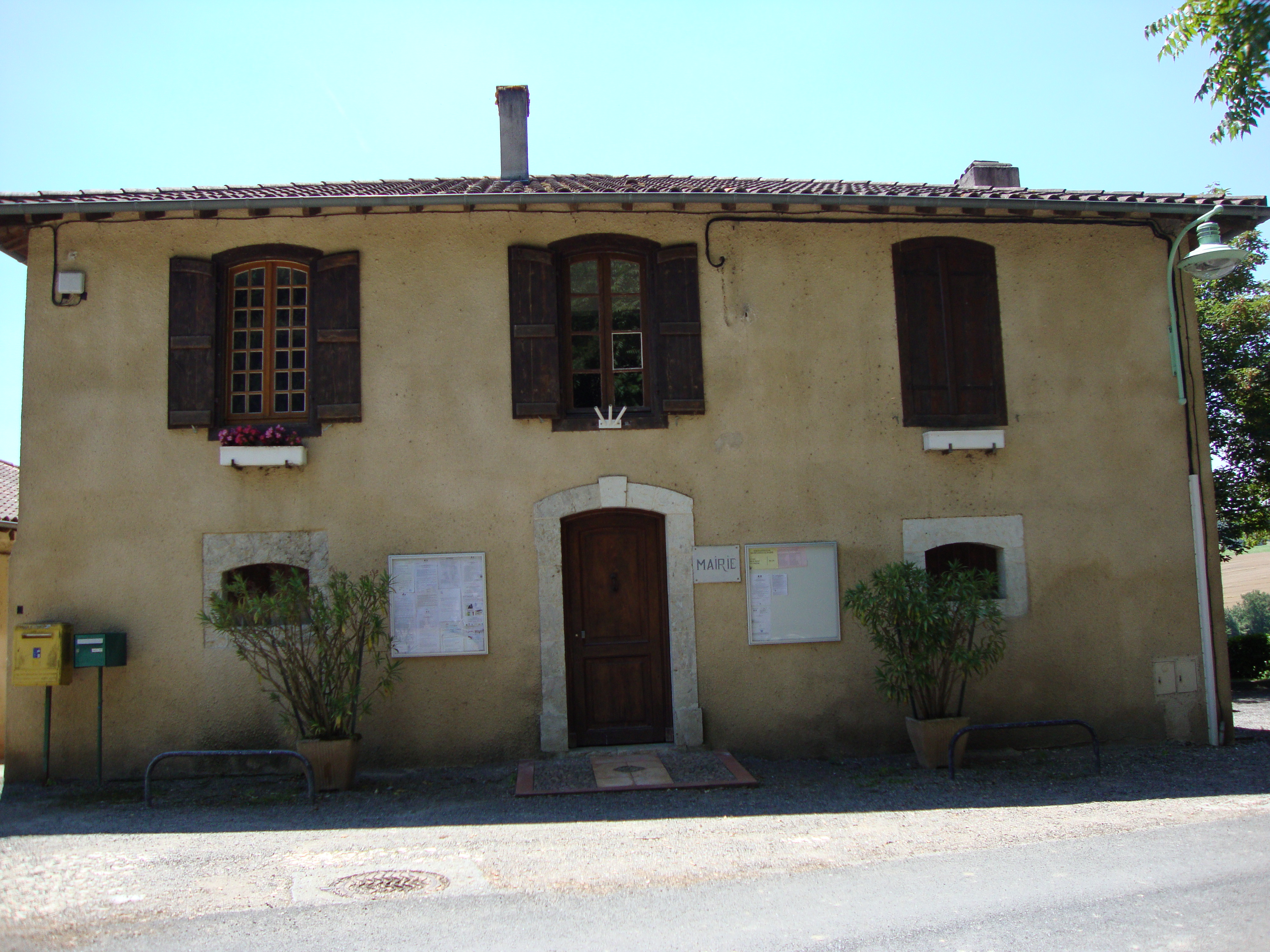
Rathaus Lussan